# Albin Dahl
Karl Albin Dahl, född 2 januari 1900 i Landskrona, död 15 februari 1980 i Helsingborg, var en svensk fotbollsspelare och tränare i Helsingborg och Helsingør. Som spelare blev han mästare i Allsvenskan med Helsingborgs IF två gånger och var uttagen till två olympiska spel. Senare ledde han som tränare Helsingør i danska högstaligan, Helsingborgs IF till allsvenska mästare, och Råå IF till mästare i Svenska cupen och vicemästare i Allsvenskan.

## Karriär
Dahl spelade för Landskrona BoIS mellan 1915 och 1922. Från 1922 spelade han för Helsingborgs IF, med vilka han vann Allsvenskan två gånger. 1933 gick han vidare till Växjö BK, där han avslutade sin karriär. Han deltog i den allra första Allsvenskan 1924 och hann med 162 matcher fram till 1933. I Allsvenskan gjorde han totalt 108 mål. Mellan 1919 och 1931 spelade han 29 landskamper och gjorde 21 mål.
Till OS i Paris 1924 fanns Dahl med som reserv på hemmaplan och blev efterskickad till semifinalen mot Schweiz då Tore Keller skadat sig. Dahl fick sedan även spela i den första bronsmatchen mot Nederländerna. Sverige vann sedermera bronset.

### Tränarkarriär
Efter avslutad spelarkarriär blev Dahl tränare. Han började som spelande tränare i Eslövs AI (1934) varefter han 1935 utsågs till tränare i Helsingør, vilka just då gått upp i högstaligan Mesterskabsserien (nuvarande Superligaen). Han stannade kvar på denna post till 1938. 1938–1944 tränade han Helsingborgs IF, med vilka han blev mästare 1940/1941.
1945 tog han sig an Råå IF från fiskeläget Råå söder om Helsingborg. Dessa förde han 1948 till seger i Svenska Cupen, då man i finalen slog BK Kenty med 6–0.  
Under samma säsong som han vann svenska cupen med Råå (1947/1948) hann han dessutom med att parallellt pendla de fyra kilometerna över Öresund för att samtidigt leda Helsingør.
Senare bidrog han till att Råå tog sig till Allsvenskan 1950 och sensationellt blev vicemästare året därpå. Härefter tränade han omväxlande Helsingborgs IF, Landskrona BoIS och till sist Råå IF igen, där han slutade 1956.
Helsingør-spelarna älskade denna Öresunds-skånska tränarprofil, enligt dåvarande Helsingør-målvakten Henry Rosendahls memoarer.
Dahls två år yngre bror Harry "Hacke" Dahl var också landslagsspelare, och spelade i Allsvenskan för både Helsingborgs IF och Landskrona.

## Meriter

### Som spelare

#### I klubblag
Helsingborgs IF
- Vinnare av Allsvenskan (2): 1928/29, 1929/30 (Ej svensk mästare då serien inte hade mästerskapsstatus under åren 1926-30)
- Svensk mästare (1): 1932/33

#### I landslag
Sverige
- Uttagen i OS (2): 1920, 1924
  - Brons 1924
- 29 landskamper, 21 mål

### Som tränare
Råå IF
- Svenska cupen: 1948
- SM-silver 1950/51

#### Individuellt
- Mottagare av Stora grabbars märke, 1926

### Webbsidor
- Profil på sports-reference.com
- Albin Dahl i Helsingør IF
- Lista på landskamper, svenskfotboll.se, läst 2013 01 29